# Santa Maria Madre della Provvidenza a Monte Verde

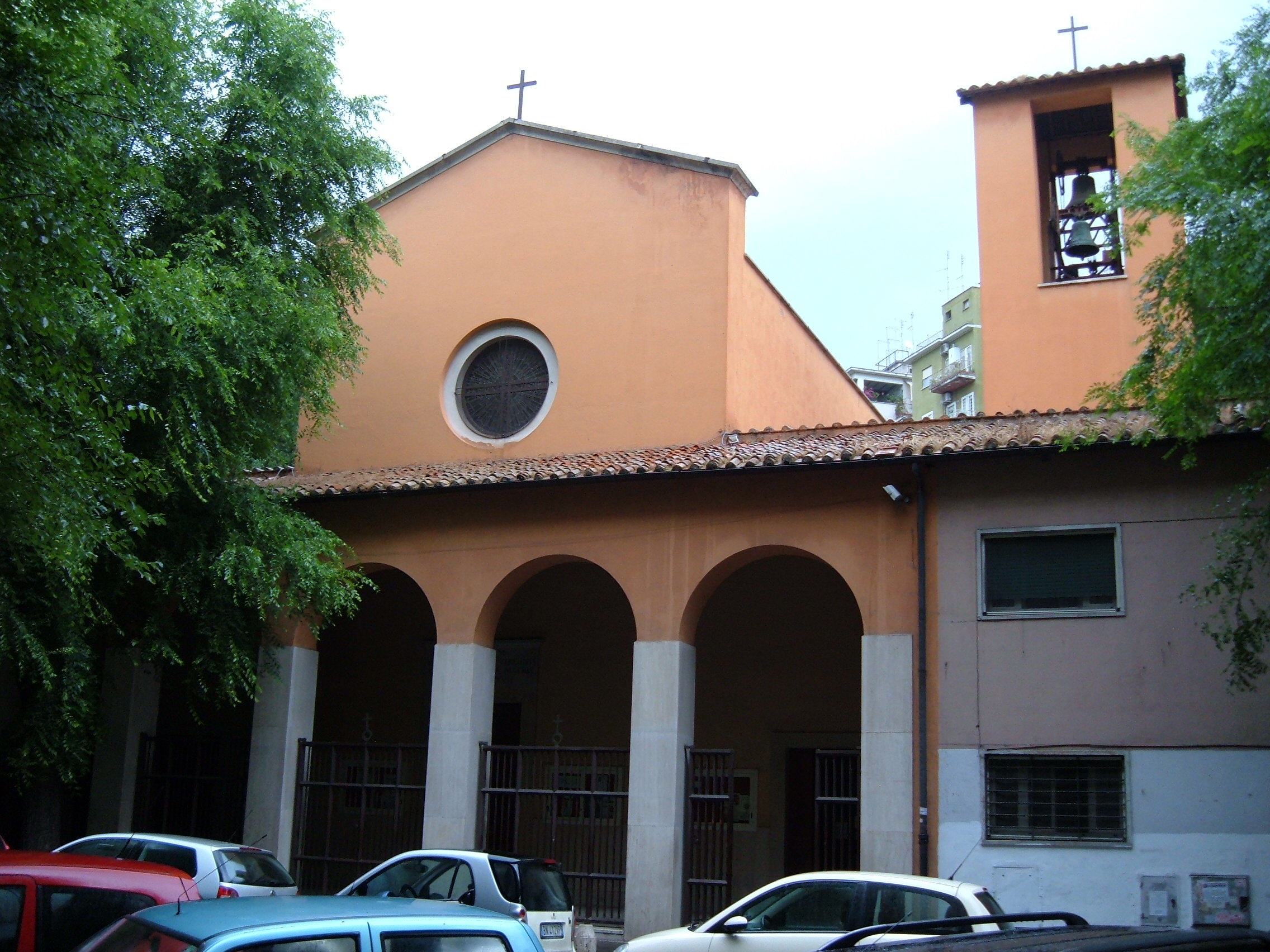
Santa Maria Madre della Provvidenza a Monte Verde

Santa Maria Madre della Provvidenza a Monte Verde (dt.: Heilige Mutter Maria von der Vorsehung auf dem Monte Verde; lat.: S. Mariæ Matris Providentiæ in Monte Viridi) ist eine Kirche im Stadtteil Gianicolense von Rom. Der Bau wurde von Papst Paul VI. in Auftrag gegeben und am 29. April 1969 eingeweiht.
Die Kirche gehört seit 1973 zu den Titelkirchen von Rom.

## Kardinalpriester
- Luis Aponte Martínez (1973–2012)
- Orani João Tempesta (seit 2014)